# Чарноховиці
Чарноховиці (пол. Czarnochowice) — село в Польщі, у гміні Величка Велицького повіту Малопольського воєводства.
Населення — 1320 осіб (2011).

## Демографія
Демографічна структура станом на 31 березня 2011 року:
|          | Загалом | Допрацездатний вік | Працездатний вік | Постпрацездатний вік |
| -------- | ------- | ------------------ | ---------------- | -------------------- |
| Чоловіки | 645     | 140                | 453              | 52                   |
| Жінки    | 675     | 134                | 400              | 141                  |
| Разом    | 1320    | 274                | 853              | 193                  |